# Crise do Panamá de 1885

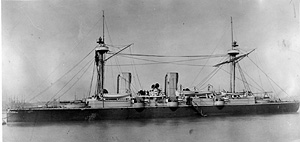
Cruzador protegido Esmeralda

Crise do Panamá de 1885 foi uma intervenção dos Estados Unidos em apoio a uma rebelião no Estado Soberano do Panamá, então parte dos Estados Unidos da Colômbia, e uma demonstração de força pela Armada Chilena.

## Prelúdio
Em 1846, o Tratado Mallarino-Bidlack foi assinado pela República de Nova Granada (atual Colômbia e Panamá) e pelos Estados Unidos, obrigando os estadunidenses a manter a "neutralidade" em relação ao assunto colombiano do Panamá e garantindo o direito de via ou de trânsito através do istmo do Panamá.
A influência de Chile na região foi o resultado de sua vitória na Guerra do Pacífico. Durante a guerra, o Chile derrotou a Bolívia e o Peru e obteve território de ambos os países. Os Estados Unidos simpatizavam com a causa da Bolívia e do Peru, de modo que o Chile recusou as tentativas de mediação dos estadunidenses. Em 1881, o governo provisório peruano de Francisco García Calderón tentou ceder uma base naval aos Estados Unidos na Baía de Chimbote, o que foi bloqueado quando o Chile enviou seus fuzileiros navais para ocupar Chimbote.

## Crise de 1885
O Panamá era um dos estados que faziam parte dos Estados Unidos da Colômbia. Naqueles anos, uma empresa francesa tentava construir um canal inter-oceânico através do istmo do Panamá, graças à experiência adquirida com a criação do Canal de Suez. Os Estados Unidos não viam de bom modo a presença da França na região, uma vez que era considerada uma potência colonial em expansão.
Em março de 1885 a Colômbia reduziu a sua presença militar no Panamá devido ao envio de tropas para combater os rebeldes em Cartagena. As condições favoráveis incitaram uma insurreição no Panamá, que foi liderada por Rafael Aizpurú.

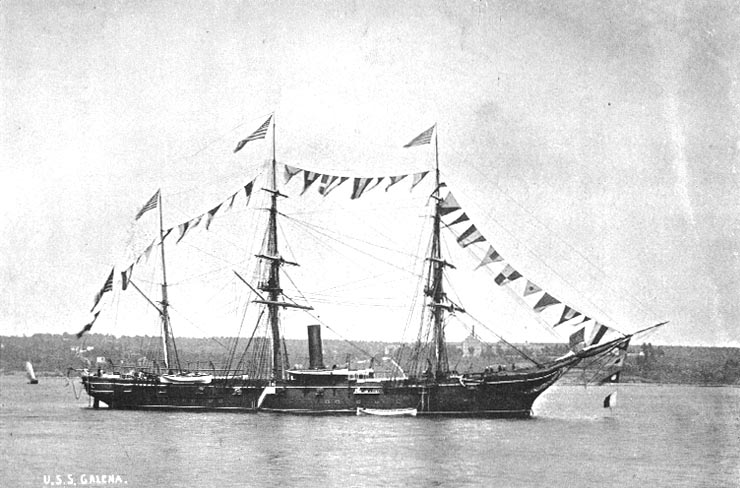
USS Galena, um dos navios da Marinha dos Estados Unidos enviados ao Panamá.

A Marinha dos Estados Unidos foi enviada à região para proteger os seus cidadãos e os interesses no Panamá, o que significou uma violação de suas obrigações sob o tratado assinado em 1846. Em 7 de abril, o USS Shenandoah  chegou a Cidade do Panamá e três dias depois, outros navios dos Estados Unidos, incluindo o USS Galena, desembarcaram na cidade de Colón (Panamá). Em 27 de abril, uma força de marines se aquartelou na Cidade do Panamá. No dia seguinte, as tropas colombianas chegaram ao porto de Buenaventura, o porto colombiano mais próximo do oceano Pacífico.

### Reação do Chile
O Chile via com preocupação a interrupção das comunicações através do istmo do Panamá. Em resposta à intervenção dos Estados Unidos, em 10 de abril, zarpou de Valparaíso o cruzador protegido Esmeralda da Marinha do Chile, que depois do reabastecimento no porto peruano de Callao, chega ao Panamá em 28 de abril de 1885.
As ordens dadas ao capitão da Esmeralda, Juan López Lermanda foram: Deter por qualquer meio, uma eventual anexação do Panamá por parte dos Estados Unidos.
Quando os chilenos chegaram, a situação no Panamá tinha sido resolvida. Os estadunidenses se retiraram da Cidade do Panamá, para que fosse ocupada ocupado pelo governo colombiano em 30 de abril. Portanto, a ação do navio chileno não teve impacto sobre a decisão estadunidense de abandonar o Panamá.
O cruzador protegido Esmeralda era considerado mais poderoso navio na costa do Pacífico naquele momento. De acordo com uma publicação estadunidense em agosto de 1885, após os acontecimentos do Panamá, "[Esmeralda] poderia destruir nossos navios estacionados no Panamá, um barco de cada vez, sem sequer ser tocado".